# Терружен (Синтра)
Терружен (порт. Terrugem) — район (фрегезия) в Португалии, входит в округ Лиссабон. Является составной частью муниципалитета Синтра. Находится в составе крупной городской агломерации Большой Лиссабон. По старому административному делению входил в провинцию Эштремадура. Входит в экономико-статистический субрегион Большой Лиссабон, который входит в Лиссабонский регион. Население составляет 5 113 человек на 2011 год. Занимает площадь 23,31 км².
Покровителем района считается Иоанн Креститель (порт. João Baptista).